# Dursunbey
Dursunbey (früher Balat, griechisch Palátion) ist eine Stadt im gleichnamigen Landkreis der türkischen Provinz Balıkesir und gleichzeitig ein Stadtbezirk der 2012 geschaffenen Balıkesir Büyükşehir Belediyesi  (Großstadtgemeinde/Metropolprovinz). Die Stadt liegt im Osten der Provinz, etwa 80 km östlich des Zentrums von Balıkesir. Seit der Gebietsreform 2013 ist die Kreisstadt flächen- und einwohnermäßig identisch mit dem Landkreis.
Ende 2012 bestand der Kreis aus Dursunbey mit 9 Mahalles sowie 102 Dörfern in vier Bucaks: Gökçedağ (21), Kavacık (15), Kireç (10) und Merkez (56 Dörfer). Diese wurden im Jahr 2013 alle in Mahalles umgewandelt.
Die Region ist gebirgig. Der höchste Berg des Landkreises ist mit 1645 m der Alaçam. Große Flächen des Landkreises sind bewaldet.
Die im Stadtsiegel abgebildete Jahreszahl 1900 dürfte auf das Jahr der Erhebung zur Gemeinde (Belediye/Belde) hinweisen. Den Namen „Dursunbey“ erhielt die Stadt im Jahr 1916 oder 1918. Zuvor hieß sie Balat (von griechisch Palátion für Palast).
Die Familie des deutschen Fußballnationalspielers İlkay Gündoğan stammt aus Dursunbey. Gündoğan hält noch engen Kontakt zum Heimatort seiner Eltern. So engagiert er sich hier als Mäzen und teilfinanziert diverse Projekte, z. B. das neue Stadion des ortsansässigen Fußballvereins Dursunbeyspor.